# Pineta pedemontana di Appiano Gentile
Pineta pedemontana di Appiano Gentile è il nome di un'area naturale protetta appartenente alla rete Natura 2000 e classificata come zona speciale di conservazione situata in Lombardia nelle provincie di Varese e Como.

## Collocazione
L'area protetta si estende per 220 ettari comprendendo il 5% della superficie del Parco della Pineta di Appiano Gentile e Tradate.

## Habitat
Gli habitat indicati dalla Direttiva Habitat tutelati all'interno dell'area sono quattro:
| Codice habitat | Definizione                                                                                |
| -------------- | ------------------------------------------------------------------------------------------ |
| 4030           | Lande secche europee                                                                       |
| 6510           | Praterie magre da fieno a bassa altitudine (Alopecurus pratensis, Sanguisorba officinalis) |
| 9160           | Querceti di farnia o rovere subatlantici e dell'Europa centrale del Carpinion betuli       |
| 9260           | Boschi di Castanea sativa                                                                  |

## Flora e fauna
Le specie elencate nelle direttive europee presenti nell'area sono 36.
| Generi       | Specie |
| ------------ | ------ |
| Anfibi       | 2      |
| Uccelli      | 31     |
| Felci        | 1      |
| Invertebrati | 2      |

Tra gli uccelli spicca la presenza del falco pecchiaiolo, del nibbio bruno e nelle lande secche del succiacapra. Tra gli anfibi si registra la presenza della rana dalmatina, tra gli insetti il cervo volante e il cerambice della quercia.